# アメリカ合衆国空軍次官補

アメリカ合衆国空軍次官補及び法務総監の旗

アメリカ合衆国空軍次官補（アメリカがっしゅうこくくうぐんじかんほ Assistant Secretary of the Air Force）は、アメリカ合衆国空軍省における幹部の役職。空軍長官官房内の役職であり、アメリカ合衆国上院の助言と承認を得て、アメリカ合衆国大統領が文民より任命する。空軍次官補の人数は5名であり、空軍長官の指示の下、合衆国法典において以下のような責任分野が割り当てられている（2024年時点）。
- 人材及び予備役(Manpower and Reserve Affairs)
- 財務管理(Financial Management)
- 取得、技術及び兵站(Acquisition, Technology, and Logistics)
- エネルギー、施設及び環境(Energy, Installations, and Environment)
- 宇宙資材取得及び計画統合(Space Acquisition and Integration)